# Shelfordia quadricarinata
Shelfordia quadricarinata är en stekelart som först beskrevs av Günther Enderlein 1920.  Shelfordia quadricarinata ingår i släktet Shelfordia och familjen bracksteklar. Inga underarter finns listade i Catalogue of Life.